# Lilienähnliche
Die Einteilung der Lebewesen in Systematiken ist kontinuierlicher Gegenstand der Forschung. So existieren neben- und nacheinander verschiedene systematische Klassifikationen. 
Das hier behandelte Taxon ist durch neue Forschungen obsolet geworden oder ist aus anderen Gründen nicht Teil der in der deutschsprachigen Wikipedia dargestellten Systematik.
Die Lilienähnlichen (Liliidae) bildeten in vielen Systematiken eine Unterklasse der Einkeimblättrigen Pflanzen (Liliopsida) mit vielen bedeutenden Arten hauptsächlich in den Subtropen. In Mitteleuropa sind in erster Linie die Lilienartigen (Liliales) und die Spargelartigen (Asparagales) bedeutsam. Unter anderem gehörten zu ihnen die Lilien, die Tulpen, die Narzissen und die Orchideen.

## Beschreibung
Es handelt sich meist um krautige Pflanzen, die oft Überdauerungsorgane wie Wurzelknollen, Rhizome oder Zwiebeln ausbilden. Sie haben meist lange, schmale parallelnervige Laubblätter. Die Blüten sind fast immer dreizählig. Oft ist die Blütenhülle nicht in Kelch und Krone unterteilt; die beiden Blütenblattkreise haben immer eine andere Entwicklung als bei den Rosenähnlichen (Rosidae). Sie werden meist von Insekten bestäubt.

## Systematik
Nach der 34. Auflage des Strasburger von 1998 wurden die Lilienähnlichen in sechs Ordnungen in zwei Überordnungen unterteilt:
- Überordnung Lilianae
  - Ordnung Yamswurzelartige (Dioscoreales)
    - Familie Dioscoreaceae

  - Ordnung Lilienartige (Liliales)
    - Trilliaceae
    - Smilacaceae
    - Melanthiaceae
    - Liliaceae s. str.
    - Colchicaceae

  - Ordnung Spargelartige (Asparagales)
    - Convallariaceae
    - Asparagaceae
    - Dracaenaceae
    - Phormiaceae
    - Agavaceae
    - Asphodelaceae
    - Iridaceae
    - Hyacinthaceae
    - Alliaceae
    - Amaryllidaceae

  - Ordnung Orchideen (Orchidales)
    - Apostasiaceae
    - Cyperipediaceae
    - Orchidaceae s. str.
- Überordnung Pandananae
  - Ordnung Cyclanthales
    - Cyclanthaceae

  - Ordnung Schraubenbaumartige (Pandanales)
    - Pandanaceae